# Nozomi (Name)
Nozomi (jap. ノゾミ, のぞみ) ist ein überwiegend weiblicher japanischer Name. Er bedeutet so viel wie „Hoffnung“.

## Namensträger
- Nozomi Fujita (* 1992), japanische Fußballspielerin
- Nozomi Hiroyama (* 1977), ehemaliger Fußballspieler
- Nozomi Komuro (* 1985), Skeletonpilotin
- Nozomi Maruyama (* 1998), Skispringerin
- Nozomi Okuhara (* 1995), Badmintonspielerin
- Nozomi Sasaki (* 1988), Model, Schauspielerin und Sängerin
- Nozomi Satō (* 1986), Fechterin
- Nozomi Watanabe (* 1971), Eistänzerin
- Nozomi Yamagō (* 1975), Fußballspielerin